# Академическая улица (Новосибирск)
Академическая улица — улица Новосибирского Академгородка. Проходит от улицы Учёных (как продолжение улицы Воеводского) до улицы Терешковой.

## История
Проложена при создании Новосибирского Академгородка (1957). В конце 1960-х годов её разделили на три части, две из которых получили новые названия — так появились две новые улицы — Мальцева и Воеводского.
19 октября 1963 года была открыта средняя школа № 5.

## Застройка

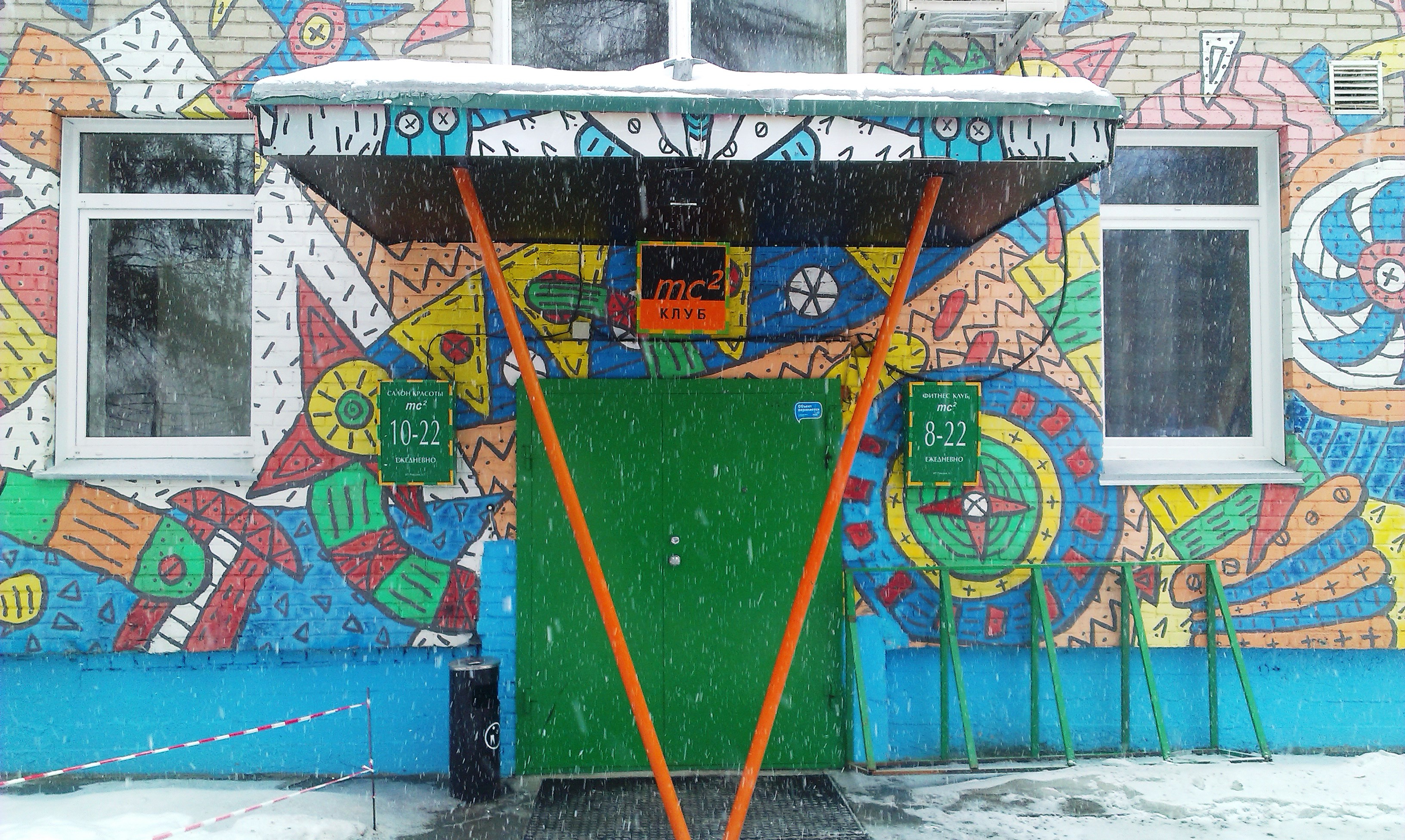
Вход в клуб mc^{2}

д. 3 — Православная гимназия во имя Сергия Радонежского
д. 5 — клуб «МС2»
д. 9 — Гимназия № 5